# センチミリメンタル
センチミリメンタル（centimilli mental、1993年8月27日 - ）は作詞、作曲、編曲、歌唱、ピアノ、ギター、プログラミングのすべてを担う温詞（あつし）によるソロプロジェクト。略称はセンミリ。所属レーベルはエピックレコードジャパン。

## 来歴
2012年、温詞を中心に4人組ポップロックバンド「センチミリメンタル」として活動を開始。2015年頃、バンドが事実上の活動休止を受け、温詞がソロプロジェクト「ねぇ、忘れないでね。」の活動をスタートした（活動開始当初は「センチミリメンタル」の温詞であることを隠した覆面バンドであった）。
同年、オーディション「イナズマゲート2015 supported by Epic Records Japan」にて5000組以上の応募の中から「ねぇ、忘れないでね。」がグランプリに選ばれる。そしてイナズマロックフェスに2年連続での出演を果たした。
2017年3月1日、配信限定シングル「ラブソング」をリリース。
2018年1月1日、事実上の活動休止中だったバンド「センチミリメンタル」と個人での「ねぇ、忘れないでね。」の活動を統合し、「センチミリメンタル」名義に1本化することを発表。
この時点から、「センチミリメンタル」の名前はバンド時代からそのままとし、活動形態がソロユニットに変化した。
同年、ライブ会場、タワーレコード名古屋パルコ店での限定販売となる自主制作Single「トワイライト・ナイト」をリリース。
また、東海地区のラジオ「ZIP-FM」にてレギュラー番組「WEAR MUSIC」（センチミリメンタルの担当は毎月第2、第4水曜日深夜1:30〜）が放送開始。
2019年3月6日に再び、ライブ会場およびタワーレコード名古屋パルコ店での限定販売となる自主制作Single「死んでしまいたい、」をリリース。
2019年9月11日、Single「キヅアト」をエピックレコードジャパンよりリリース。メジャー・デビューを果たした。表題曲である「キヅアト」はフジテレビ系アニメ“ノイタミナ”「ギヴン」のオープニング・テーマとして書き下ろされた。同アニメの劇中バンド「ギヴン」の作詞・作曲・編曲 サウンドプロデュースを手掛けており、2019年9月18日には「ギヴン」がシングル「まるつけ／冬のはなし」でメジャー・デビューを果たした。
2020年8月26日、2ndシングル「僕らだけの主題歌」をリリース。同曲は劇場版アニメ「映画 ギヴン」の主題歌となっている。TVアニメシリーズに続き「映画 ギヴン」でも劇中バンド「ギヴン」の作詞・作曲・編曲 サウンドプロデュースを手掛けた。
2021年5月26日、3rdシングル「青春の演舞 / nag」リリース。「青春の演舞」は2021年4月より放送 フジテレビ‟ノイタミナ“TVアニメ「バクテン!!」オープニングテーマに抜擢。
2021年12月1日には初のオリジナルフルアルバム「やさしい刃物」をリリース。同日にリリースされた ギヴン 2ndシングル「うらがわの存在」の作詞・作曲・編曲 サウンドプロデュースを手掛けた。

## 人物
小学2年生から本格的な作曲を開始し（簡易的な楽曲は小学1年生から作曲していた）、小学5年生からポエムなどを書き始めた。中学に進学後それらを踏まえ、作詞作曲を開始する。その頃から同時にゲーム「大合奏!バンドブラザーズDX」を使用しての簡易的な編曲も始める。現在は編曲・プログラミングにはLogic Pro Xを使用。高校在籍中には地元ローカルラジオ番組のオープニングジングル曲の制作などを行った。趣味で小説などを執筆していた時期もある。
「ラブソング」（ねぇ、忘れないでね。名義での配信限定シングル）のMVでは自ら撮影・監督を務めた。
自主制作盤である「トワイライト・ナイト」ではすべての写真撮影、「死んでしまいたい、」では一部の写真撮影を、また2作品のすべてのアートワークデザインを自らで行っている。
シンガーソングライター・声優である伊藤昌弘とは互いが名古屋でライブ活動をしていた時期からの友人。その縁から、伊藤がボーカルを務めるArgonavisへの楽曲提供を行った。その後、from ARGONAVISのアコースティックライブにゲスト出演し、共演が実現した。

## ディスコグラフィ

### インディーズ

#### シングル
|   | 発売日        | タイトル             | 規格品番   | レーベル         |
| - | ------------- | -------------------- | ---------- | ---------------- |
| 1 | 2018年6月22日 | トワイライト・ナイト | CENT-00001 | centimillimental |
| 2 | 2019年3月6日  | 死んでしまいたい、   | CENT-00002 | centimillimental |

#### 配信シングル
|   | 発売日        | タイトル   | 規格品番    | レーベル             |
| - | ------------- | ---------- | ----------- | -------------------- |
| 1 | 2015年8月19日 | 歩(あゆみ) | ANTCD-15715 | avex vibe production |
| 2 | 2015年8月19日 | 永遠       | ANTCD-15716 | avex vibe production |

### メジャー

#### シングル
|                | 発売日         | タイトル                              | 規格品番    | 規格品番       | 規格品番    | 最高位(オリコン) | レーベル          |
| 初回生産限定盤 | 発売日         | タイトル                              | 通常盤      | 期間限定生産盤 |             | 最高位(オリコン) | レーベル          |
| -------------- | -------------- | ------------------------------------- | ----------- | -------------- | ----------- | ---------------- | ----------------- |
| 1              | 2019年9月11日  | キヅアト                              | ESCL-5277/8 | ESCL-52779     |             | 22位             | Sony Music Labels |
| 2              | 2020年8月26日  | 僕らだけの主題歌                      | ESCL-5417/8 | ESCL-5419      |             | 28位             | Sony Music Labels |
| 3              | 2021年5月26日  | 青春の演舞 / nag                      | ESCL-5531/2 | ESCL-5533      | ESCL-5534/5 | 67位             | Sony Music Labels |
| 4              | 2022年7月6日   | 光の中から伝えたいこと/東京特許許可局 | ESCL-5681/2 |                | ESCL-5683/4 | 70位             | Sony Music Labels |
| 5              | 2024年2月14日  | スーパーウルトラ I LOVE YOU           | ESCL-5905/6 | ESCL-5907      |             | 26位             | Sony Music Labels |
| 6              | 2024年10月16日 | 結言                                  | ESCL-6010/1 | ESCL-6012      |             | 10位             | Sony Music Labels |

### 配信シングル
|   | 発売日         | タイトル                            | 規格品番      | レーベル          |
| - | -------------- | ----------------------------------- | ------------- | ----------------- |
| 1 | 2020年12月8日  | 星のあいだ                          | ESXX02328B01A | Sony Music Labels |
| 2 | 2021年10月13日 | とって                              | ESXX02520B01A | Sony Music Labels |
| 3 | 2021年11月17日 | リリィ                              | ESXX02538B01A | Sony Music Labels |
| 4 | 2023年2月5日   | ひとりごと                          | ESXX02721B01A | Sony Music Labels |
| 5 | 2023年10月14日 | 生きていかなくちゃ / 死んだっていい | ESXX02804B00Z | Sony Music Labels |
| 6 | 2024年5月29日  | 正義のすみか                        | ESXX02894B01A | Sony Music Labels |
| 7 | 2025年6月25日  | ツキアカリ                          | STAR000000485 | Sony Music Labels |
| 8 | 2025年7月30日  | ゆう                                | ESXX03086B00Z | Sony Music Labels |

### アルバム
オリジナルアルバム
|                | 発売日        | タイトル     | 規格品番    | 規格品番  | 最高位(オリコン) | レーベル          |
| 初回生産限定盤 | 発売日        | タイトル     | 通常盤      |           | 最高位(オリコン) | レーベル          |
| -------------- | ------------- | ------------ | ----------- | --------- | ---------------- | ----------------- |
| 1              | 2021年12月1日 | やさしい刃物 | ESCL-5600/1 | ESCL-5602 | 32位             | Sony Music Labels |
| 2              | 2025年8月6日  | カフネ       | ESCL-6120/1 | ESCL-6122 | 30位             | Sony Music Labels |

セルフカバーアルバム
|   | 発売日       | タイトル  | 規格品番    | 最高位(オリコン) | レーベル          |
| - | ------------ | --------- | ----------- | ---------------- | ----------------- |
| 1 | 2025年2月5日 | for GIVEN | ESCL-6064/5 | 11位             | Sony Music Labels |

### 収録作品
|   | 発売日         | タイトル        | 規格品番    | 最高位(オリコン) | レーベル          |
| - | -------------- | --------------- | ----------- | ---------------- | ----------------- |
| 1 | 2024年10月23日 | ギヴン THE BEST | ESCL-6013/6 | 6位              | Sony Music Labels |

## 楽曲提供
| 発売日         | アーティスト | タイトル                               | 備考                                                                                               |
| -------------- | ------------ | -------------------------------------- | -------------------------------------------------------------------------------------------------- |
| 2019年9月18日  | ギヴン       | まるつけ                               | 作詞・作曲・編曲 サウンドプロデュース フジテレビ系アニメ“ノイタミナ”「ギヴン」エンディング・テーマ |
| 2019年9月18日  | ギヴン       | 冬のはなし                             | 作詞・作曲・編曲 サウンドプロデュース フジテレビ系アニメ“ノイタミナ”ギヴン」劇中歌                 |
| 2020年8月26日  | ギヴン       | へたくそ                               | 作詞・作曲・編曲 サウンドプロデュース ミニアルバム「gift」収録曲                                   |
| 2020年8月26日  | ギヴン       | ステージから君に捧ぐ                   | 作詞・作曲・編曲 サウンドプロデュース ミニアルバム「gift」収録曲                                   |
| 2020年8月26日  | ギヴン       | 夜が明ける                             | 作詞・作曲・編曲 サウンドプロデュース 劇場版アニメ「映画 ギヴン」劇中歌                            |
| 2021年7月28日  | ユプシロン   | インサイト                             | 作曲・編曲 「ワコンピ-WACOMPI-」収録曲                                                             |
| 2021年12月1日  | ギヴン       | うらがわの存在                         | 作詞・作曲・編曲 サウンドプロデュース 「ギヴン うらがわの存在」主題歌                              |
| 2022年4月6日   | 櫻坂46       | 五月雨よ                               | 作曲・共編曲(TomoLowと共作) 櫻坂46 4thシングル表題曲                                               |
| 2022年5月25日  | Argonavis    | 心を歌いたい                           | 作詞・作曲・編曲、2nd Album「CYAN」収録曲                                                          |
| 2022年5月25日  | Argonavis    | 僕の日々にいつもいてよ                 | 作詞・作曲・編曲、2nd Album「CYAN」収録曲                                                          |
| 2022年6月1日   | 日向坂46     | 僕なんか                               | 作曲・共編曲(TomoLowと共作) 日向坂46 7thシングル表題曲                                             |
| 2023年2月15日  | 櫻坂46       | その日まで                             | 作曲・共編曲(セキヤカナデと共作) 櫻坂46 5thシングル「桜月」収録曲                                  |
| 2024年2月21日  | syh          | ストレイト                             | 作詞・作曲・編曲 サウンドプロデュース 『映画 ギヴン 柊mix』劇中歌                                  |
| 2024年2月21日  | syh          | パレイド                               | 作詞・作曲・編曲 サウンドプロデュース 『映画 ギヴン 柊mix』劇中歌                                  |
| 2024年2月21日  | 櫻坂46       | 何度 LOVE SONGの歌詞を読み返しただろう | 作曲 櫻坂46 8thシングル「何歳の頃に戻りたいのか?」収録曲                                           |
| 2024年2月21日  | 櫻坂46       | 泣かせて Hold me tight!                | 共作曲(TomoLowと共作) 櫻坂46 8thシングル「何歳の頃に戻りたいのか?」収録曲                          |
| 2024年3月13日  | ASCA         | あげる                                 | 作詞・作曲・編曲 3rd Album「VIVID」収録曲                                                          |
| 2024年8月28日  | アイネ       | 泡の音                                 | 作曲 配信シングル、メメントモリ(アイネ)に提供                                                      |
| 2024年10月23日 | syh          | 海へ                                   | 作詞・作曲・編曲 サウンドプロデュース 『映画 ギヴン 柊mix』劇中歌                                  |
| 2025年3月26日  | 乃木坂46     | 懐かしさの先                           | 作曲 乃木坂46 38thシングル「ネーブルオレンジ」収録曲                                               |
| 2025年6月25日  | 櫻坂46       | 死んだふり                             | 共作曲(TomoLowと共作) 櫻坂46 12thシングル「Make or Break」収録曲                                   |

## ミュージックビデオ
| 年     | 監督名                    | 曲名                                         |
| ------ | ------------------------- | -------------------------------------------- |
| 2017年 | 温詞                      | 「ラブソング」（名義：ねぇ、忘れないでね。） |
| 2018年 | かき                      | 「しんすい」                                 |
| 2018年 | 阿比留拓郎 (nagare)       | 「トワイライト・ナイト」                     |
| 2018年 | 阿比留拓郎 (nagare)       | 「死んでしまいたい、」                       |
| 2019年 | 阿比留拓郎 (nagare)       | 「wear」                                     |
| 2019年 | 大畑貴耶 (isai Inc.)      | 「キヅアト」                                 |
| 2020年 | 倉本雷大 (isai Inc.)      | 「僕らだけの主題歌」                         |
| 2020年 | 野田智雄                  | 「対落」                                     |
| 2020年 | 佐伯雄一郎                | 「星のあいだ」                               |
| 2021年 | 中村浩紀                  | 「青春の演舞」                               |
| 2021年 | 藍にいな                  | 「nag」                                      |
| 2021年 | 阿比留拓郎                | 「とって」                                   |
| 2021年 | Takuto Maruyama           | 「リリィ」                                   |
| 2021年 | Yusuke Tanaka             | 「冬のはなし」                               |
| 2022年 | 丸山拓人                  | 「光の中から伝えたいこと」                   |
| 2022年 | 中澤太                    | 「東京特許許可局」                           |
| 2023年 | Kana Tatematsu            | 「ひとりごと」                               |
| 2023年 | Naoki Arima               | 「生きていかなくちゃ」                       |
| 2023年 | Naoki Arima               | 「死んだっていい」                           |
| 2024年 | shun murakami (vil tokyo) | 「スーパーウルトラ I LOVE YOU」              |
| 2024年 | Yuji Motoyoshi            | 「正義のすみか」                             |
| 2024年 | Emiri Torihata            | 「結言」                                     |
| 2025年 | Yuji Motoyoshi            | 「海へ」                                     |

## タイアップ
| 曲名                        | 作品                                                                 |
| --------------------------- | -------------------------------------------------------------------- |
| キヅアト                    | フジテレビ‟ノイタミナ“TVアニメ「ギヴン」オープニングテーマ           |
| 僕らだけの主題歌            | フジテレビ‟ノイタミナ“ 劇場版アニメ『映画 ギヴン』主題歌             |
| 青春の演舞                  | フジテレビ‟ノイタミナ“TVアニメ「バクテン!!」オープニングテーマ       |
| 光の中から伝えたいこと      | アニメ映画「映画 バクテン!!」挿入歌                                  |
| ひとりごと                  | 朝日放送テレビドラマ「ひともんちゃくなら喜んで!」エンディングテーマ  |
| とって                      | 劇団TEAM-ODAC第38回本公演 『続・猫と犬と約束の燈～宝物の手～』主題歌 |
| 生きていかなくちゃ          | アニメ『クズ悪役の自己救済システム』日本語吹替版オープニングテーマ   |
| 死んだっていい              | アニメ『クズ悪役の自己救済システム』日本語吹替版エンディングテーマ   |
| スーパーウルトラ I LOVE YOU | 『映画 ギヴン 柊mix』主題歌                                          |
| 結言                        | 『映画 ギヴン 海へ』主題歌                                           |

## 主なライブ

### ワンマンライブ・主催イベント
| 開催日                      | タイトル                                                        | 備考 |
| --------------------------- | --------------------------------------------------------------- | --- |
| 2021年7月8日〜16日          | センチミリメンタル 1st LIVE TOUR 2021                           | 2021年7月8日 TSUTAYA O-WEST(東京) 2021年7月13日 ElectricLadyLand(愛知) 2021年7月14日 梅田Shangri-La（大阪） 2021年7月16日 渋谷 CLUB QUATTRO(東京) |
| 2021年11月7日〜12日         | センチミリメンタル 2nd LIVE TOUR 2021 "とって"                  | 2021年11月7日 ダイアモンドホール(愛知) 2021年11月8日 2025年2月21日 2021年11月12日 Zepp Tokyo(東京)                                                |
| 2023年1月28日〜2月5日       | センチミリメンタル 3rd LIVE TOUR 2023                           | 2023年1月28日 BIGCAT(大阪) 2023年2月5日 WWW X(東京)                                                                                               |
| 2023年6月23日〜7月16日      | センチミリメンタル 4th LIVE TOUR 2023                           | 2023年6月23日 Music Club JANUS(大阪) 2023年7月11日 ell.FITS ALL(名古屋) 2023年7月16日 渋谷ストリームホール(東京)                                  |
| 2024年5月9日～6月2日        | センチミリメンタル LIVE TOUR 2024 “スーパーウルトラ I LIVE YOU” | 2024年5月9日 umeda TRAD(大阪) 2024年5月11日 NAGOYA ReNY limited(名古屋) 2024年6月2日 ヒューリックホール東京(東京)                                 |
| 2025年2月16日～2025年3月2日 | センチミリメンタル LIVE TOUR 2025 “ribbon”                      | 2025年2月16日 ダイアモンドホール(愛知) 2025年2月21日 BIGCAT(大阪) 2025年3月2日 Zepp Haneda(東京)                                                  |

### アジアツアー
| 開催日                       | タイトル                                 | 備考 |
| ---------------------------- | ---------------------------------------- | --- |
| 2025年3月15日～2025年4月22日 | Centimillimental ASIA TOUR 2025 “ribbon” | 2025年3月15日 台北・Zepp New Taipei 2025年3月28日 マレーシア・JIOSPACE 2025年3月30日 シンガポール・GATEWAY THEATRE 2025年4月12日 韓国・musinsa garage 2025年4月18日 ジャカルタ・BALI UNITED STUDIO. 2025年4月20日 タイ・ KBank Siam Pic-Ganesha Theatre 2025年4月22日 香港・Kitty Woo Stadium, TungPo |